# Teresa Starzec
Teresa Starzec (ur. 22 września 1988 r. w Bielawie) – polska niepełnosprawna lekkoatletka.
Jest osobą niepełnosprawną, która startuje na wyścigach wózków sportowych. Zawodniczka WZSK "Start" Wrocław, jej rodzinnym miastem jest Dzierżoniów, w którym aktualnie mieszka. Jest reprezentantką kadry Polski. Na swoim koncie ma wiele sukcesów, w tym na szczeblu światowym.

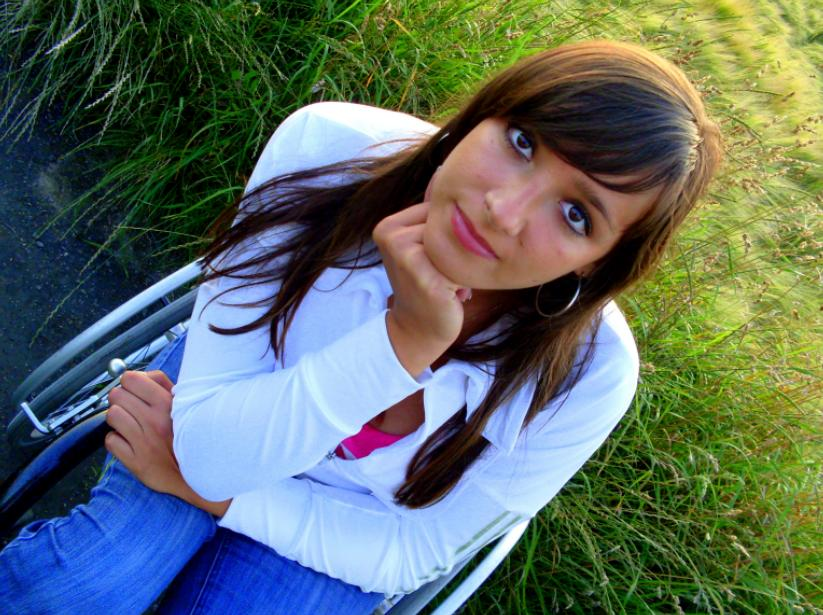
Teresa Starzec (Dzierżoniów 2009)

Teresa Starzec jest wielokrotną mistrzynią polski seniorów jak i juniorów, oraz
wicemistrzynią świata juniorów (Dublin 2006). Swoją przygode ze sportem zaczęła w 2002 roku i od razu zdobyła mistrzostwo Polski seniorów  i mistrzostwo Polski juniorów. Jej sukcesy zostały niejednokrotnie docenione nie tylko poprzez medale i puchary, które zdobyła na licznych zawodach ale także poprzez udział w galach sportowców na terenie Dolnego Śląska. 
W 2007 roku w Bydgoszczy zdobyła kwalifikacje paraolimpijską, lecz nie została powołana do kadry na igrzyska w Pekinie.

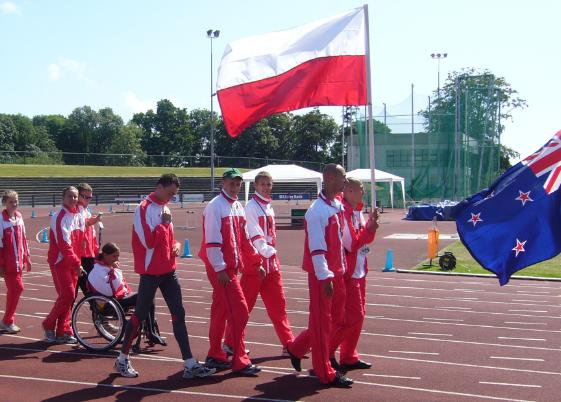
Teresa Starzec z kadrą Polski Mistrzostwa Świata Juniorów (Dublin 2006)

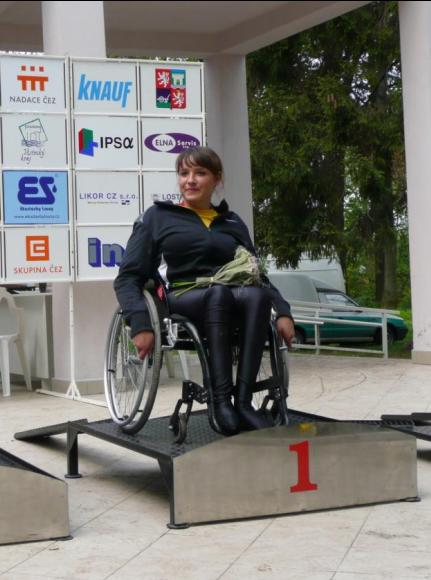
Teresa Starzec na podium (Memorial Karla Raise - Louny 2008 (Czechy))

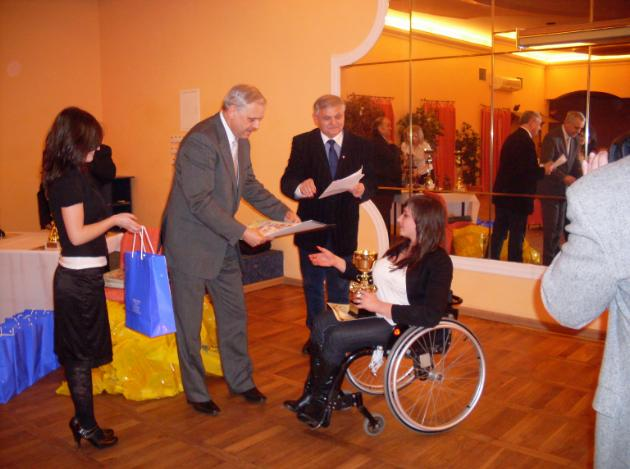
Wręczanie nagrody Teresie Starzec (Gala Sportowców - Dzierżoniów 2009)

## Najważniejsze osiągnięcia
| Nazwa zawodów               | Miejsce   | Data |
| --------------------------- | --------- | ---- |
| Mistrzostwa Polski Juniorów | Siedlce   | 2002 |
| Mistrzostwa Polski          | Grudziądz | 2002 |
| Mistrzostwa Polski Juniorów | Siedlce   | 2003 |
| Mistrzostwa Polski          | Szczecin  | 2003 |
| Mistrzostwa Polski Juniorów | Siedlce   | 2004 |
| Mistrzostwa Polski          | Szczecin  | 2004 |
| Mistrzostwa Polski Juniorów | Kozienice | 2005 |
| Mistrzostwa Polski          | Wisła     | 2005 |
| Mistrzostwa Świata Juniorów | Dublin    | 2006 |
| Mistrzostwa Polski Juniorów | Wisła     | 2006 |
| Mistrzostwa Polski          | Kozienice | 2006 |
| Mistrzostwa Polski Juniorów | Kozienice | 2007 |
| Mistrzostwa Polski          | Bydgoszcz | 2007 |
| Mistrzostwa Polski Juniorów | Wisła     | 2008 |
| Mistrzostwa Polski          | Szczecin  | 2008 |
| Mistrzostwa Polski          | Kozienice | 2009 |
| Mistrzostwa Świata Juniorów | Ołomuniec | 2010 |

## Rekordy życiowe
100 m - 18,41

200 m - 34,70

400 m - 1:05,15

800 m - 2:19,76

1500 m - 4:04,05

15 km - 48:30